# Kiel-Südfriedhof
Südfriedhof ist ein Stadtteil von Kiel. In der Marthastraße nahe der Gablenzbrücke entsteht ein neues, maritim angehauchtes Wohngebiet. 104 Wohnungen, also etwa ein Drittel des Bestands, sollen dann als Sozialwohnungen zur Kieler Wohnungsgesellschaft (KiWog) gehören.

## Stadtteilgrenzen
Als Stadtteil Südfriedhof wird das Gebiet bezeichnet, das im Norden von dem Hasseldieksdammer Weg, im Nordosten von dem Kronshagener Weg, der Hermann-Weigmann-Straße, der Ringstraße, dem Sophienblatt, der Raiffeisenstraße und dem Hörnufer begrenzt wird; im Osten dann durch eine Gerade zwischen Südostecke der Hörn, durch die Gablenzstraße,  die Werftstraße und die Straße Zum Brook; im Süden entlang der Bahnlinie; ferner südwestlich des Fernheizwerks Kiel-Süd und der Müllverbrennungsanlage und westlich des Rewe-Centers und der Kfz-Zulassungsstelle. Ferner gehören zum Stadtteil die Dudweilerstraße und Mettlachstraße mit allen Grundstücken sowie ein Teil der Ottweilerstraße. Von der Ecke Arfrade/Mühlenweg geht die Grenze nordwärts zur Autobahn, entlang der Autobahn bis zur Bahnlinie am Hasseldiek und nordwärts bis zum Übergang der Hofholzallee in den Hasseldieksdammer Weg.
Im Nordwesten grenzt der Stadtteil Hasseldieksdamm an, im Norden der Stadtteil Schreventeich, im Osten die Stadtteile Exerzierplatz und Gaarden-Ost, im Süden Gaarden-Süd und Kronsburg sowie im Süden und Westen der Stadtteil Hassee.

## Geschichte

### Kieler Stadtfeld
In den Jahrhunderten nach der Gründung Kiels gehörte der größte Teil des heutigen Stadtteils Südfriedhof zum Kieler Stadtfeld. Es wurde als Weide- und Ackerland genutzt. Am Ende des 18. Jahrhunderts erfolgte eine Unterteilung in Haupt- und Nebenschläge. Aus dieser Zeit stammen z. B. die Namen Prüner Schlag, Stadtfeldkamp, Hummelwiese, Moorteich, Papenkamp und Lehmbrook, die noch heute gebräuchlich sind.

### Straßen und Wege  im 18. Jahrhundert

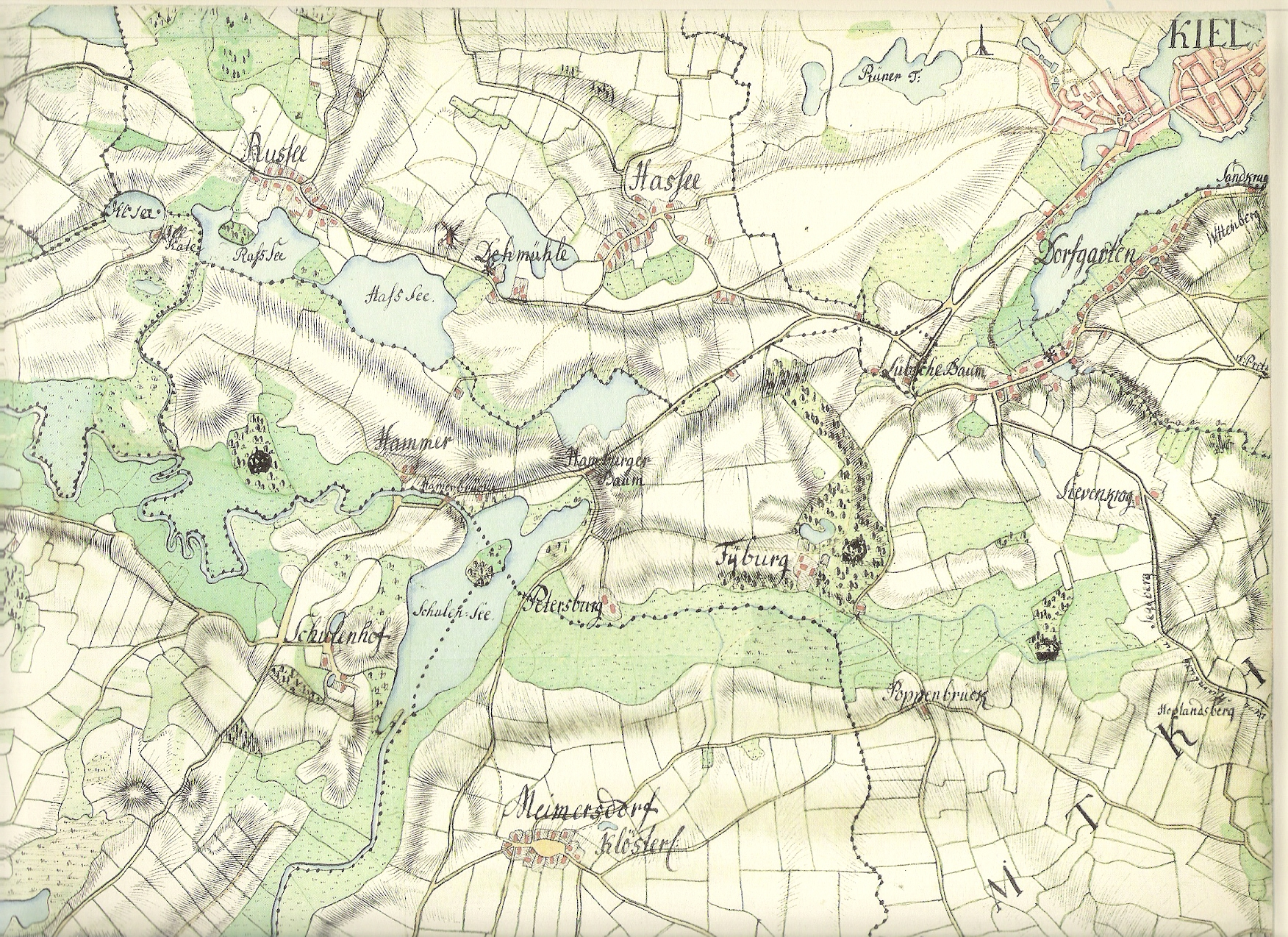
Ausschnitt aus der Karte Nr. 21 von Major Gustav Adolf von Varendorf

Bereits 1789 sind auf der „Topographisch Militärischen Charta des Herzogtums Holstein (1789–1796)“  Nr. 21 von Major Gustav Adolf von Varendorf folgende Straßen und Wege – noch ohne Namen – eingezeichnet:
- Königsweg – gilt als älteste Zugangsstraße nach Kiel. Bereits 1426 als Teilstück der Verbindung Jütland-Altona  als „Via Regia“ der dänischen Könige genannt.
- Hamburger Chaussee – ab dem heutigen Rondeel, als Fortsetzung des Königsweges. Alte Heerstraße von Kiel nach Hamburg.
- Lübecker Chaussee – ab dem heutigen Rondeel. Alte Heerstraße von Kiel nach Lübeck.
- Sophienblatt – Verbindungsstraße zwischen Vorstadt und Rondeel. Erstmals 1658 als „Salvienblade“ erwähnt. Salvia – eine zum Bierbrauen benutzte Hopfenart, die hier angepflanzt wurde. Aus Salvienblatt, Sefienblatt entwickelte sich Sophienblatt.
- Winterbeker Weg – ehemalige Landstraße zwischen Vorstadt und dem Dorf Winterbek.
- Hasseer Weg – ehemaliger Verbindungsweg zwischen Vorstadt und der Dorfstraße in Hassee. Heute: Kirchhofallee, Saarbrückenstraße, Hasseer Straße.[5]

## Bekannte Orte
- Südfriedhof

Der Friedhof wurde am 30. April 1869 unter dem Namen Neuer Kirchhof eingeweiht. Im Jahre 1901 erhielt er seinen heutigen Namen. Nach ihm ist auch der Stadtteil benannt.
- Schützenpark

Der Park wurde ab 1903 angelegt und gehört damit zu den ältesten historischen Parkanlagen der Landeshauptstadt.
- Moorteichwiese

Der Bau der Parkanlage auf der Moorteichwiese erfolgte von 1905 bis 1908, ab 1907 unter der Leitung des Stadtgartenbaudirektors Ferdinand Hurtzig.
- Hauptbahnhof Kiel

Erbaut zwischen 1895 und 1911.
- Kieler Stadtkloster

Eingeweiht 1909.
- Landgericht Kiel

Erbaut zwischen 1922 und 1926.
- Amtsgericht Kiel

## Schulen
- Gemeinschaftsschule

Klaus-Groth-Gemeinschaftsschule mit Grundschule Kiel
- Gymnasien

Käthe-Kollwitz-Schule
Max-Planck-Schule
- Berufliche Schulen

Berufliche Schule am Schützenpark – Technik
Berufliche Schule am Schützenpark – Bau und Nahrung
Berufliche Schule am Schützenpark – Sozialwirtschaft
Ludwig-Erhard-Schule – Europaschule
Berufliche Schule am Königsweg – Sozialwirtschaft und Sozialpädagogik

## Kirchen
- Heilandskirche (ev.-luth.), Einweihung 22. September 1968
- Neuapostolische Kirche – Einweihung 24. Juni 1951[6]
- St.-Jürgen-Kirche (ev.-luth.) – Grundsteinlegung 3. Juli 1954, Einweihung 12. Dezember 1954
- Vicelin-Kirche (ev.-luth.) – Grundsteinlegung 24. April 1949, Einweihung 12. März 1950[7]